# Джейкоб Лоуренс
Джейкоб Лоуренс (англ. Jacob Lawrence; 7 вересня 1917 — 9 червня 2000 року) — афроамериканський живописець, відомий зображенням життя афроамериканців. Так само як художником, оповідачем і перекладачем, він був і педагогом, пропрацювавши 15 років професором у Вашингтонському університеті. Лоуренс називав свій стиль «динамічним кубізмом», хоча за власним його визнанням головним впливом було не стільки французьке мистецтво, як форми і кольори Гарлема. Він увів у тогочасне життя афро-американський досвід, використовуючи чорний й коричневий, зіставлені з яскравими кольорами.
Лоуренс один серед найвідоміших афроамериканських художників 20-го століття. В 25 років він здобув національне визнання зі своєю 60-панельною Серією Міграції, намальованою на картоні. Серія зображала Велике Переселення Афроамериканців з сільського Півдня на міську Північ. Частина серії була представлена у випуску Fortune 1941 року. Колекцію зараз утримують два музеї: непарні картини знаходяться на виставці в Колекції Філіпс у Вашингтоні, а парні номери виставляються у Нью-Йоркському MOMA. Твори Лоуренса знаходяться в постійних колекціях численних музеїв, включаючи Музей Мистецтв Філадельфії, Музей Сучасного Мистецтва, Музей Вітні, Колекцію Філліпс, Музей Мистецтва Метрополітен, Бруклінський Музей і Музей Американського Мистецтва Будинку Рейнольда. Також Лоуренс широко відомий своїми модерністськими ілюстраціями повсякденного життя і епічними оповіданнями африканської американської історії та її історичних діячів.

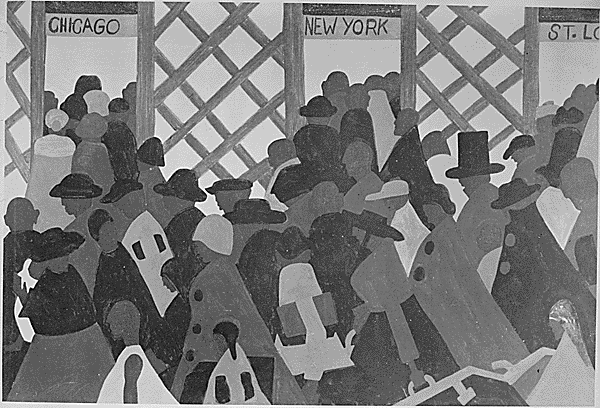
Перша з 60 панелей, що розповідають історію чорних мешканців півдня, які мігрують на північ.